# 蒂凡那
蒂凡那，全名琴加拉·维蒂尔·德万·奈尔（英語：Chengara Veetil Devan Nair，1923年8月5日—2005年12月6日），第三任新加坡总统，新加坡建国之父之一。

## 年轻
出生于马六甲的蒂凡那，在10岁那年，全家搬到新加坡。1940年，在新加坡的维多利亚中学毕业。虽然没有进入大学，但蒂凡那的英文造诣之高是公认的。这可从他在国会的演词及他所发表的文告和文章中窥见。

## 生平
约在1948年紧急状态实施前后，蒂凡那参加了反英同盟（Anti British League），这个组织被认为是亲共的。1954年，蒂凡那加入了在新加坡刚成立的人民行动党。1956年，新加坡陷入动乱（学联和工运群起反对政府），林有福（时任首席部长）下令逮捕219人，包括林清祥、方水双及蒂凡那等人。
1959年蒂凡那出狱后，1964年4月在马来西亚举行的国会大选时，蒂凡那代表人民行动党参选雪蘭莪州吉隆坡孟沙区国会议席。其他八名候选人全部落选，只有蒂凡那中选。1965年8月9日，新加坡退出马来西亚联邦后，人民行动党注册被吊销。蒂凡那与马来西亚的人民行动党党员吴福源、无党籍的森美蘭州芙蓉國會議員曾敏兴医生、來自柔佛州的政治秘書林吉祥等重新组织新政党。蒂凡那本来想用回人民行动党党名来注册，不料因为社团注册局认为人民行动党为外国政党并使人混乱而不获批准，他只好把党名更改为民主行动党，之后民主行动党由蒂凡那在1966年3月18日获得注册。他在马来西亚孤军作战，他成了新注册的“民主行动党”的首任秘书长。1967年7月25日，蒂凡那令人意料之外地宣布辞卸党秘书长职，继续担任国会议员，但已表明不会再参加来届的马来西亚国会选举。1969年，蒂凡那回到新加坡，从1970年开始，他领导职总（NTUC），直到1981年新加坡国会推选他为新加坡总统为止。

## 辞职
1985年，李光耀发现蒂凡那酗酒后举止异常，在专家诊断后，劝他辞职。根據1985年10月7日香港《明報》引述路透社於6日發佈的新聞稿轉述，「因為承認自己是酒鬼而辭職的前任新加坡總統蒂凡那，說帶了得到自由的感受雜開新加坡，準備到（美國）華盛頓去定居。」。离职后的蒂凡那后来（1987年）在《远东经济评论》撰文否认他是一个酗酒者，导致李光耀提出诉讼。蒂凡那于1995年移居加拿大安大略省。1999年，蒂凡那在加拿大接受一家报纸访问时，又再指医生对他诊断错误，也对李光耀有所指责，于是又是一场官司。他们俩人的恩怨也因蒂凡那于2005年在加拿大逝世而劃上句号。

## 家庭
蒂凡那有3个儿女，5个孙子。他的长子Janadas Devan是《海峡时报》一位资深的编辑。他的次子Janamitra Devan是McKinsey & Co（麥肯錫）高级研究员，他的第三个儿子Janaprakash Devan是在加拿大一个民营企业家。他唯一的女儿Vijaya Kumari Devan仍然居住在安大略哈密尔顿。

## 个人评价
新加坡总理李显龙在2014年时表示：「蒂凡那先生是我们工会领袖的先驱。他建立起非共产的劳工运动。他也担任职工总会的秘书长，服务多年 ，贡献很多。」